# 172e méridien ouest
En géographie, le 172e méridien ouest est le méridien joignant les points de la surface de la Terre dont la longitude est égale à 172° ouest.

## Géographie

### Dimensions
Comme tous les autres méridiens, la longueur du 172e méridien correspond à une demi-circonférence terrestre, soit 20 003,932 km. Au niveau de l'équateur, il est distant du méridien de Greenwich de 19 147 km,.
Avec le 8e méridien est, il forme un grand cercle passant par les pôles géographiques terrestres.

### Régions traversées
En commençant par le pôle Nord et descendant vers le sud au pôle Sud, Le 172e méridien ouest passe par:
| Coordonnées           | Pays, territoire ou mer | Notes |
| --------------------- | ----------------------- | --- |
| 90° 00′ N, 172° 00′ O | Océan Arctique          | |
| 71° 49′ N, 172° 00′ O | Mer des Tchouktches     | |
| 66° 57′ N, 172° 00′ O | Russie                  | Tchoukotka — Péninsule Tchouktche |
| 65° 28′ N, 172° 00′ O | Mer de Bering           | Passe juste à l'est de l'Île Arakamchechen, Tchoukotka, Russie (à 64° 45′ N, 172° 03′ O) Passing just east of Cape Chaplin, Tchoukotka, Russie (à 64° 24′ N, 172° 13′ O) Passe juste à l'ouest de l'Île Saint-Laurent, Alaska, États-Unis (à 63° 29′ N, 171° 51′ O) Passing just east of Île Saint-Matthieu, Alaska, États-Unis (à 60° 19′ N, 172° 12′ O) Passe juste à l'est de l'île Seguam, Alaska, États-Unis (à 52° 20′ N, 172° 17′ O) |
| 52° 22′ N, 172° 00′ O | Océan Pacifique         | Passe juste à l'ouest de l'île Laysan, Hawaii, États-Unis (à 25° 46′ N, 171° 43′ O) Passe juste à l'ouest de l'île Kanton, Kiribati (à 2° 46′ S, 171° 43′ O) Passe juste à l'est de l'atoll Orona, Kiribati (à 4° 30′ S, 172° 08′ O) Passe juste à l'ouest de l'atoll Nukunonu, Tokelau (à 9° 07′ S, 171° 52′ O) Passe juste à l'ouest de l'île Savai'i, Samoa (aà13° 39′ S, 172° 10′ O)                                                    |
| 13° 49′ S, 172° 00′ O | Samoa                   | Île de Upolu |
| 13° 55′ S, 172° 00′ O | Océan Pacifique         | |
| 60° 00′ S, 172° 00′ O | Océan Austral           | |
| 78° 28′ S, 172° 00′ O | Antarctique             | Dépendance de Ross, Liste des territoires revendiqués par la Nouvelle-Zélande |